# Arquebisbat de Montevideo
L'arquebisbat de Montevideo (llatí: Archidiœcesis Montisvidei) és una demarcació de l'església catòlica a l'Uruguai. Creat originàriament com a bisbat, data de l'any 1832.
L'actual arquebisbe és Mon. Daniel Sturla.

## Territori
Amb una superfície de 540 km², l'arquebisbat es correspon amb el territori del departament de Montevideo.
La seu de l'arquebisbat és la ciutat de Montevideo, on es troba la catedral de la Immaculada Concepció i de Sant Felip i Santiago (castellà: Inmaculada Concepción y San Felipe y Santiago).
El territori se subdivideix en 77 parròquies.

### Dades
L'arquebisbat té autoritat metropolitana sobre 9 bisbats:
- Bisbat de Canelones (1961)
- Bisbat de Florida (1897)
- Bisbat de Maldonado-Punta del Este (1966)
- Bisbat de Melo (1897)
- Bisbat de Mercedes (1960)
- Bisbat de Minas (1960)
- Bisbat de Salto (1897)
- Bisbat de San José de Mayo (1955)
- Bisbat de Tacuarembó (1960)

## Història
El vicariat apostòlic de Montevideo va ser creat el 14 d'agost de 1832, seguint una llei civil de l'any 1830, a partir del territori del bisbat de Buenos Aires (actualment un arquebisbat).
El 13 de juliol de 1878 va ser elevat a la categoria de bisbat. El 14 d'abril de 1897, part del seu territori va servir per crear els bisbats de Melo i de Salto. Aquest mateix any, el bisbat va rebre la categoria d'arquebisbat metropolità.
El 15 de novembre de 1955, el bisbat de Melo s'estén a partir de l'arquebisbat, mentre que també es va crear el bisbat de San José de Mayo.

## Bisbes i arquebisbes destacats
- Dámaso Antonio Larrañaga † (14 d'agost de 1832 – 6 de febrer de 1848)
- Lorenzo Antonio Fernández † (1848 – 2 d'octubre de 1852)
- José Benito Lamas † (1854 – 9 de maig de 1857)
- Jacinto Vera y Durán † (26 de maig de 1859 – 6 de maig de 1881)
- Inocencio María Yéregui † (22 de novembre de 1881 – 1 de febrer de 1890)
- Mariano Soler † (29 de gener de 1891 – 26 de setembre de 1908)
  - Ricardo Isasa † (1908 – 1918) (administratiu)
- Giovanni Francesco Aragone † (3 de juliol de 1919 – 20 de novembre de 1940)
- Antonio María Barbieri, O.F.M.Cap. † (20 de novembre de 1940 – 17 novembre de 1976, retirat)
- Carlos Parteli Keller † (17 de novembre de 1976 – 12 de juliol de 1985, retirat)
- José Gottardi Cristelli, S.D.B. † (5 de juny de 1985 – 4 de desembre de 1998, retirat)
- Nicolás Cotugno Fanizzi, S.D.B. (4 de desembre de 1998 - 11 de febrer de 2014, retirat)
- Daniel Fernando Sturla Berhouet, S.D.B., des de l'11 de febrer de 2014

## Estadístiques
Segons les dades del cens de 2004, l'arquebisbat de Montevideo tenia una població aproximada d'1.350.000 habitants, 850.000 batejats, és a dir, el 63% del total.
| any  | població  | població  | població | sacerdots | sacerdots       | sacerdots       | sacerdots             | diàques | religiosos | religiosos | parroquies |
| ---- | --------- | --------- | -------- | --------- | --------------- | --------------- | --------------------- | ------- | ---------- | ---------- | ---------- |
| any  | batejats  | total     | %        | total     | clergat secular | clergat regular | batejats por sacerdot | diàques | homes      | dones      |            |
| 1950 | 935.000   | 1.345.000 | 69,5     | 547       | 97              | 450             | 1.709                 |         | 570        | 1.000      | 82         |
| 1966 | 900.000   | 1.300.000 | 69,2     | 353       | 60              | 293             | 2.549                 |         | 457        | 1.108      | 74         |
| 1970 | 1.215.000 | 1.350.000 | 90,0     | 353       | 69              | 284             | 3.441                 |         | 454        | 1.348      | 76         |
| 1976 | 1.305.000 | 1.450.000 | 90,0     | 348       | 79              | 269             | 3.750                 | 5       | 438        | 1.200      | 76         |
| 1980 | 857.000   | 1.260.000 | 68,0     | 301       | 69              | 232             | 2.847                 | 9       | 328        | 854        | 76         |
| 1990 | 906.000   | 1.343.000 | 67,5     | 468       | 76              | 392             | 1.935                 | 15      | 551        | 1.023      | 77         |
| 1999 | 850.000   | 1.350.000 | 63,0     | 273       | 77              | 196             | 3.113                 | 25      | 292        | 974        | 77         |
| 2000 | 850.000   | 1.350.000 | 63,0     | 262       | 72              | 190             | 3.244                 | 25      | 285        | 880        | 77         |
| 2001 | 850.000   | 1.350.000 | 63,0     | 260       | 73              | 187             | 3.269                 | 25      | 282        | 780        | 77         |
| 2002 | 850.000   | 1.350.000 | 63,0     | 258       | 73              | 185             | 3.294                 | 26      | 278        | 698        | 77         |
| 2003 | 850.000   | 1.350.000 | 63,0     | 249       | 69              | 180             | 3.413                 | 27      | 271        | 645        | 77         |
| 2004 | 850.000   | 1.350.000 | 63,0     | 244       | 74              | 170             | 3.483                 | 27      | 261        | 635        | 77         |